# Słońce też jest gwiazdą
Słońce też jest gwiazdą (ang. The Sun Is Also a Star) – amerykański film romantyczny z 2019 roku w reżyserii Ry Russo-Young, wyprodukowany przez wytwórnię Warner Bros. Pictures.
Premiera filmu odbyła się 17 maja 2019 w Stanach Zjednoczonych. Dwa tygodnie później, 31 maja, obraz trafił do kin na terenie Polski.

## Fabuła
Natasha Kingsley to studentka fizyki, która twardo stąpa po ziemi. Jej rodzina ma być następnego dnia deportowana na Jamajkę, gdzie dziewczyna się urodziła. W pewnej chwili zatopiona w myślach Natasha niemal wpada pod samochód. Ratuje ją przystojny student medycyny Daniel Bae. Zamieniają kilka zdań i niepoprawny romantyk postanawia udowodnić sceptyczce Natashy, że w życiu liczą się nie tylko naukowe fakty, ale przede wszystkim miłość. Ma na to jednak tylko kilkanaście godzin.

## Obsada
- Yara Shahidi jako Natasha Kingsley
- Charles Melton jako Daniel Bae
- Jake Choi jako Charles Bae
- Camrus Johnson jako Omar
- Gbenga Akinnagbe jako Samuel Kingsley
- Miriam A. Hyman jako Patricia Kingsley
- Cathy Shim jako Min Soo Bae
- John Leguizamo jako Jeremy Martinez
- Hill Harper jako Lester Barnes

## Odbiór

### Krytyka
Film Słońce też jest gwiazdą spotkał się z mieszaną reakcją krytyków. W serwisie Rotten Tomatoes 51% z osiemdziesięciu pięciu recenzji filmu jest pozytywne (średnia ocen wyniosła 5,63 na 10). Na portalu Metacritic średnia ocen z 25 recenzji wyniosła 52 punkty na 100.